# Behije Çela
Behije Çela, znana też jako Behije Levonja (ur. 16 marca 1925 w Xhibrake, zm. 14 lutego 1999 w Tiranie) – albańska aktorka i pieśniarka.

## Życiorys
Pochodziła z małej wsi, leżącej w okolicach Lushnji. Po raz pierwszy wystąpiła publicznie w 1938 jeszcze jako śpiewające dziecko. W okresie II wojny światowej studiowała sztukę wokalną w konserwatorium im. Gioacchino Rossiniego w Pesaro. Po powrocie do kraju w 1943 śpiewała w audycjach Radia Tirana. W 1945 dołączyła do grupy, tworzącej od podstaw Teatr Ludowy w Tiranie. Na tej scenie zadebiutowała rolą Bernardy w dramacie Topazi Marcela Pagnola. W 1948 wystąpiła w jednej z głównych ról, żona prefekta w prapremierze sztuki Prefekti Besima Levonji. W kwietniu 1977 po raz ostatni wystąpiła na scenie w dramacie Karavidhet. Do tego czasu zagrała ponad 90 ról na scenie stołecznej.
Na dużym ekranie zadebiutowała w roku 1974. Zagrała w czterech filmach fabularnych.
Uhonorowana tytułem Zasłużonego Artysty (alb. Artist i Merituar).
Była żoną znanego aktora i reżysera Besima Levonji. Imię aktorki nosi jedna z ulic w Tiranie (dzielnica Allias).

## Role filmowe
- 1974: Duke kërkuar 5-orëshin
- 1978: Nusja dhe shtetrrethimi
- 1979: Radiostacioni jako żona burżuja
- 1980: Gezhoja e vjeter jako sportsmenka
- 1983: Dora e ngrohte jako matka Spahiu